# Spider-Man: Far From Home - Virtual Reality Experience
Spider-Man: Far From Home - Virtual Reality Experience es un videojuego de acción-aventura de realidad virtual basado en la película del mismo nombre desarrollado por CreateVR y publicado por Sony Pictures Virtual Reality para PlayStation 4 y Windows. Fue lanzado de forma gratuita el 25 de junio de 2019. El juego es compatible con PlayStation VR, Valve Index, HTC Vive, Oculus Rift y Windows Mixed Reality.

## Jugabilidad
El jugador pasea por Nueva York como Spider-Man en una realidad virtual escalando y balanceándose desde las torres más altas de Manhattan. Se elige uno de los cuatro trajes de Spider-Man y ser lanzado a las nubes, pero debe mantener los ojos y los oídos bien abiertos, un enemigo colosal y peligroso lo está esperando. Solo él tiene el poder de encontrar y enfrentarse al último atacante de Nueva York.